# František Plach
František Plach (ur. 8 marca 1992 w Żylinie) – słowacki piłkarz występujący na pozycji bramkarza w klubie Piast Gliwice.

## Kariera klubowa
Grę w piłkę nożną rozpoczął w MŠK Žilina, gdzie początkowo szkolony był do gry na lewej obronie, po czym przesunięty został na pozycję bramkarza. W wieku 16 lat podpisał z tym klubem zawodowy kontrakt. W 2010 roku rozpoczął występy w zespole rezerw i wkrótce po tym został przez trenera Pavla Hapala włączony do składu pierwszej drużyny. W przerwie zimowej sezonu 2012/13 wypożyczono go na okres jednego roku do czwartoligowego klubu ŠK Svätý Jur. W 2015 roku występował na wypożyczeniu w FK Pohronie, gdzie zaliczył 31 spotkań na poziomie 2. Ligi. Pod koniec tego samego roku, nie rozegrawszy żadnego oficjalnego meczu w barwach Žiliny, postanowił opuścić zespół. W styczniu 2016 roku odbył testy w FK Senica, po których podpisał dwuipółletnią umowę. 2 kwietnia 2016 zadebiutował w słowackiej ekstraklasie w zremisowanym 2:2 spotkaniu z MFK Skalica. Z nadejściem sezonu 2017/18, po tym jak Michal Šulla zmuszony był poddać się operacji ramienia, zaczął pełnić rolę podstawowego bramkarza.
W styczniu 2018 roku Plach przeniósł się do Piasta Gliwice, podpisując trzyletni kontrakt. 24 sierpnia 2018 zadebiutował w Ekstraklasie w wygranym 3:1 meczu przeciwko Cracovii i rozpoczął od tego momentu regularne występy. W sezonie 2018/19 wywalczył z Piastem pierwsze w historii klubu mistrzostwo Polski. Na 25 rozegranych spotkań 12 razy zachował on czyste konto i otrzymał wyróżnienie dla najlepszego bramkarza rozgrywek. W lipcu 2019 roku zadebiutował w europejskich pucharach w meczu z BATE Borysów (1:1) w kwalifikacjach Ligi Mistrzów 2019/20.

## Kariera reprezentacyjna
W reprezentacji Słowacji zadebiutował 29 marca 2022 w wygranym 2:0 meczu towarzyskim z Finlandią.

## Życie prywatne
Otrzymał imię po dziadku ze strony ojca – Františku (ur. 1938 zm. 2023), który również był piłkarzem grającym na pozycji bramkarza. Jako zawodnik TJ Jednota Žilina rozegrał on 145 spotkań w czechosłowackiej ekstraklasie.

## Sukcesy

### Zespołowe
Piast Gliwice
- mistrzostwo Polski: 2018/19

### Indywidualne
- bramkarz sezonu w Ekstraklasie: 2018/19